# Acropimpla lucifugus
Acropimpla lucifugus là một loài tò vò trong họ Ichneumonidae.